# Rhadinopsylla rotunditruncata
Rhadinopsylla rotunditruncata är en loppart som beskrevs av Li et Cai 1999. Rhadinopsylla rotunditruncata ingår i släktet Rhadinopsylla och familjen mullvadsloppor. Inga underarter finns listade i Catalogue of Life.